# Ambrosius Holbein

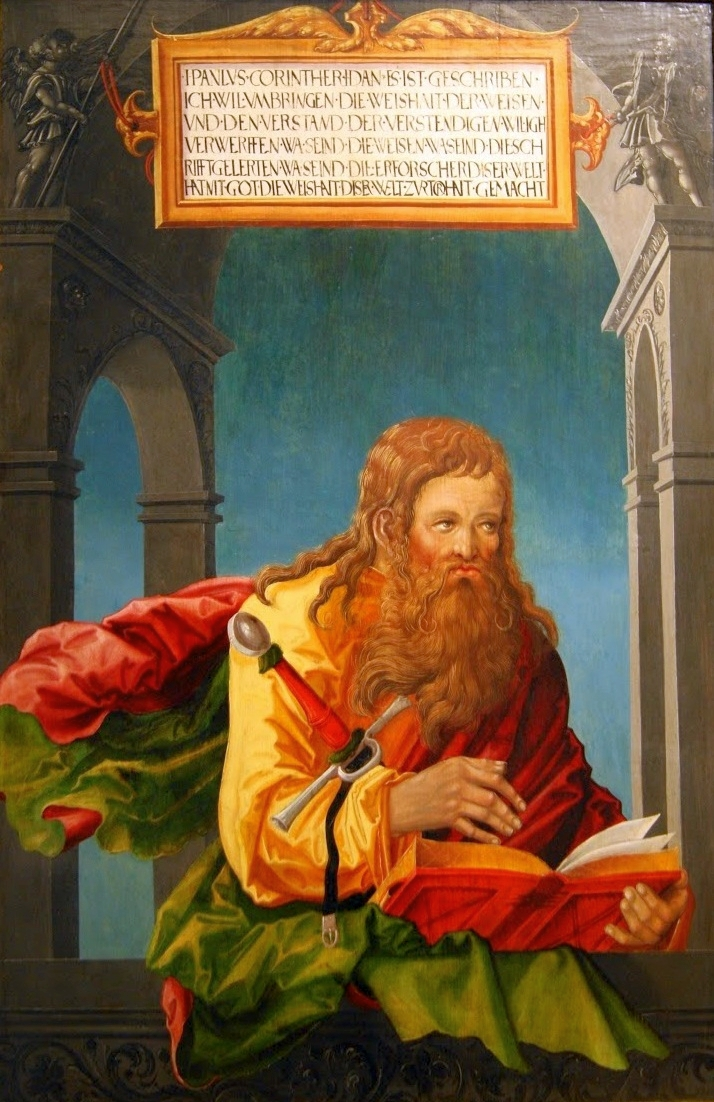
Św. Paweł (1510-20), Muzeum Narodowe we Wrocławiu

Ambrosius Holbein (ur. ok. 1494 w Augsburgu, zm. ok. 1519 w Bazylei) – niemiecki malarz i grafik okresu renesansu, syn Hansa Holbeina St., brat Hansa Holbeina Mł.

## Życiorys
Wraz ze starszym bratem Hansem uczył się u swego ojca w Augsburgu i towarzyszył mu w jego podróżach zawodowych. Ok. 1515 działał w Stein nad Renem, gdzie był pomocnikiem malarza Thomasa Schmida z Szafuzy. Współpracował z nim przy ozdabianiu malowidłami ściennymi auli klasztoru św. Jerzego. W 1516 wraz z bratem wstąpił do pracowni mistrza Hansa Herbstera w Bazylei. Tam zawarł znajomość z teologiem Oswaldem Myconiusem (1488-1552), nauczycielem pisania i łaciny. Wraz z bratem wykonał ilustracje do będącego w jego posiadaniu egzemplarza Pochwały głupoty Erazma z Rotterdamu oraz szyld jego szkoły czytania i pisania. W 1517 został członkiem cechu malarzy w Bazylei, w 1518 obywatelem tego miasta. Być może odbył podróż do Włoch.
Zajmował się głównie grafiką książkową  i rysunkiem. Przyjmował zamówienia od Johanna Frobena oraz innych drukarzy w Bazylei i Strasburgu. Uprawią też malarstwo portretowe. Przypisuje mu się również kilka kompozycji religijnych.

## Wybrane dzieła
- Św. Paweł -  1510-20, 140 × 92 cm, Muzeum Narodowe we Wrocławiu
- Portret młodzieńca -  1515, Hessisches Landesmuseum, Darmstadt
- Madonna z Dzieciątkiem -  1514, Muzeum Sztuki w Bazylei
- Portret chłopca -  ok. 1516, 33,5 x 27 cm, Muzeum Sztuki w Bazylei
- Portret dwudziestoletniego młodzieńca -  1518, 44 x 33 cm, Ermitaż, Sankt Petersburg